# Jouko Vuorinen
Jouko Ensio Vuorinen, född 16 oktober 1910 i Åbo, död 25 januari 1997 i Lojo, var en finländsk agronom. 
Vuorinen, som var son till fångvakten, jordbrukare Juho Edvard Vuorinen och Selma Maria Mäkelä, blev student 1930, agronom 1937, agronomie- och forstkandidat 1937 samt agronomie- och forstlicentiat och agronomie- och forstdoktor 1940. Han var kemist vid Lantbruksförsöksinrättningens markforskningsavdelning 1937–1942, äldre agrogeolog 1942–1947, avdelningens chef och professor 1947–1960 och överdirektör för Lantbrukets forskningscentral 1960–1973. Han blev docent i markforskning vid Helsingfors universitet 1947. Han var styrelseordförande i Finlands lutherska evangeliska förening 1947–1981, styrelsemedlem i Agronomföreningen 1944–1946, ordförande i Finlands lantbruksvetenskapliga sällskap 1950, medlem av Rundradions programråd 1950–1955 samt blev  ordförande i Statens lantbrukskemiska laboratoriums styrelse 1960 (medlem sedan 1950). 
Vuorinen skrev Untersuchungen über die Koagulation des schweren Glazialtons (1939), Koetilojen peltojen viljavuudesta (1952), Puutarhojen maaperästä (1956) samt utgav agrogeologiska kartor över Nummi-Pusula och Tammerfors-Lembois.